# Vanhoeffenura distincta
Vanhoeffenura distincta är en kräftdjursart som först beskrevs av Yakov Avadievich Birstein 1971.  Vanhoeffenura distincta ingår i släktet Vanhoeffenura och familjen Munnopsidae. Inga underarter finns listade i Catalogue of Life.